# Johnny Giavotella
Johnny Giavotella (né le 10 juillet 1987 à Metairie, Louisiane, États-Unis) est un ancien joueur de deuxième but de la Ligue majeure de baseball.

## Carrière

### Royals de Kansas City
Joueur des Privateers de l'université de La Nouvelle-Orléans, Johnny Giavotella est le choix de deuxième ronde des Royals de Kansas City en 2008. 
Il fait des débuts remarqués dans le baseball majeur avec les Royals le 5 août 2011. À son premier match, disputé face aux Tigers de Detroit, il obtient deux coups sûrs en trois présences au bâton avec un point produit et un vol de but. Son premier coup sûr au plus haut niveau est réussi contre le lanceur Rick Porcello. Le 7 août, il réussit son premier coup de circuit dans les majeures, contre Max Scherzer des Tigers. Il termine la saison avec 2 circuits, 21 points produits et 5 buts volés en 46 parties pour Kansas City.
Giavotella frappe pour ,238 de moyenne au bâton en 125 matchs des Royals de 2011 à 2014, avec 104 coups sûrs, 4 circuits et 45 points produits. Il ne dispute que 26 matchs en 2013 et 2014 et joue principalement en ligues mineures. Il n'est pas inclus sur l'effectif des Royals qui se rend en Série mondiale 2014.

### Angels de Los Angeles
Le 19 décembre 2014, les Royals échangent Giavotella aux Angels de Los Angeles contre le lanceur de relève droitier Brian Broderick.

### Orioles de Baltimore
Il rejoint en 2017 les Orioles de Baltimore.